# عبد الله بايي كامارا
عبد الله بايي كامارا هو لاعب كرة قدم غيني في مركز الدفاع، ولد في 20 ديسمبر 1995 في كوناكري في غينيا. شارك مع منتخب غينيا لكرة القدم. أما مع النوادي، فقد لعب مع نادي هورويا.